# Tranvía Metropolitano de Alcalá de Guadaíra
El Tranvía Metropolitano de Alcalá de Guadaíra es un proyecto de movilidad de la provincia de Sevilla, Andalucía, España. Constará de una única línea de 12,5 kilómetros con 12 paradas que recorrerán el municipio, conectándolo con la estación Pablo de Olavide de la línea 1 del metro de Sevilla. 
Se espera que el servicio pueda entrar en funcionamiento durante el año 2026.

## Historia

### Pasos previos
En 1873 se inauguró una línea de ferrocarril que unía Alcalá de Guadaíra con Sevilla. Esta prestó servicio hasta 1975.
En 1997 se formuló el Plan Director de Infraestructuras de Andalucía 1997–2007, aprobado por el Consejo de Gobierno de la Junta de Andalucía en 1999. En este se explica que debería incorporarse a las líneas de autobuses una red de metro ligero y cercanías ferroviario que comunicase el este y el oeste de Sevilla, uniendo Alcalá de Guadaíra con la comarca del Aljarafe.

La necesidad de garantizar la libre movilidad y plena integración funcional del área metropolitana corresponde al sistema de transporte metropolitano, que debe definir el Plan Intermodal, y que incorporará a la red unificada de autobuses una red de líneas de transporte colectivo en sitio propio, (metro ligero y cercanías ferroviarias) que, con la programación que el Plan Intermodal determine, irá ejecutando las conexiones este–oeste (Alcalá de Guadaira–Aljarafe), Norte–Sur (La Rinconada–Dos Hermanas) y el arco de la corona urbana de Sevilla (Cartuja, avenida Tamarguillo, Reina Mercedes), con posibles extensiones a Alcosa–Aeropuerto y Bermejales. El sistema se completará con las correspondientes estaciones y núcleos de intercambio de viajeros

En 1999 el Ayuntamiento de Sevilla y la Junta de Andalucía reactivaron el proyecto del metro de Sevilla, propuesto ya en 1968 y que llevaba suspendido desde 1984. En 2002 se anunció que la primera línea conectaría el Aljarafe y Dos Hermanas. Las obras de la primera línea empezaron en enero de 2004 y sería inaugurada en abril de 2009.
El 31 de octubre de 2006 el Consejo de Gobierno de la Junta de Andalucía aprobó el Plan de Transporte Metropolitano del Área de Sevilla: Plan de Movilidad Sostenible, que contemplaba un tranvía que uniese el barrio de Montecarmelo de Alcalá de Guadaíra con la estación de metro Pablo de Olavide. Este plan decía:

Línea de tranvía a Alcalá de Guadaira, con una longitud de 14 km, que partiría de la zona de Montecarmelo, al norte del núcleo de Alcalá, donde se ubicaría un aparcamiento disuasorio, conectando en su extremo occidental con la línea 1 de metro en la estación de Pablo Olavide. El trazado aprovecha en casi 9 km el corredor del antiguo Tren de los Panaderos, sirviendo, además de a las áreas urbanas ya
consolidadas de Alcalá, a los nuevos desarrollos de las barriadas del Zacatín y Cercadillos y al de La Isla, este último previsto en el nuevo PGOU

Este plan de 2006 también incluía un tranvía para el Aljarafe y otro para Dos Hermanas, pero esos proyectos no salieron adelante. En 2008 se calculó que, anualmente, un tranvía que comunicase ocho pueblos del Aljarafe tendría 8 millones de usuarios, un tranvía en Alcalá de Guadaíra 5 millones y un tranvía en Dos Hermanas 3 millones.
La Consejería de Obras Públicas y Transportes de la Junta de Andalucía adjudicó en 2007 el tramo urbano (Montecarmelo-Cabeza Hermosa) a la unión temporal de empresas (UTE) Cosfesa-Modecar-Ortiz y el primer tramo interurbano (Cabeza Hermosa-Parque Tecnológico) a la UTE Sando-Azvi. En febrero de 2008 comenzaron las obras. La Junta de Andalucía licitó en marzo de 2009 el tercer tramo, que uniría la estación de tranvía Parque Tecnológico con la estación de metro Pablo de Olavide.

### Construcción
En julio de 2010 los dos primeros tramos del tranvía, con 9 kilómetros de longitud, presentaban un nivel de ejecución del 85% mientras que el tercer tramo, que conecta con la estación Pablo de Olavide, se inició en marzo de ese año con un plazo de ejecución de 20 meses.
En septiembre de 2011 se finalizó un viaducto del tranvía, en el tramo de Cabeza Hermosa. Se trata de uno de los elementos singulares de la obra, junto al otro viaducto del Nuevo Zacatín y el diseño y dimensión de la estación de Montecarmelo, que contará con ascensores y escaleras mecánicas. También se proyectaron dos aparcamientos para los usuarios del tranvía en Malasmañanas y Nuevo Zacatín, con unas 300 plazas, a lo que se sumaba la zona reurbanizada de la calle Pablo Picasso, con medio centenar de plazas.
En diciembre de 2011 las obras del tranvía se paralizaron porque la Junta de Andalucía no tenía presupuesto para ello.
En 2014 las obras abandonadas ya habían sufrido robos, deterioro y vandalismo. El 25 de marzo de 2014 el Defensor del Pueblo Andaluz, Jesús Maeztu, actuó de oficio y pidió a la administración autonómica la dotación de presupuesto en el año 2015 para la conclusión de las obras y vigilancia para las mismas.
En noviembre de 2014 la Consejería de Fomento y Vivienda de la Junta de Andalucía estimó que, para terminar la línea proyectada serían necesarios 93,12 millones de euros, a lo que habría que sumar unos 39 millones para las cocheras y talleres. En diciembre del mismo año el presidente de la Diputación de Sevilla, Fernando Rodríguez Villalobos, definió a la infraestructura como "estratégica" y dijo que era la iniciativa más importante de movilidad de todo el este de la provincia ya que sería usada por ciudadanos de las comarcas de Los Alcores, La Campiña y la Sierra Sur.
En 2015 las obras se retomaron en el tercer tramo, que unirá las paradas Parque Tecnológico con Pablo de Olavide. En 2016 se terminaron de instalar en este tramo 1 kilómetro de vías dobles.

### = Abandono y reactivación
En 2018 la Federación de Industriales y Comerciantes de Alcalá de Guadaíra alertó de un robo de 400 metros de raíles, así como de barandillas y otros elementos.
La Unión Europea, tras años de atrasos, optó por retirar la financiación al proyecto en 2019.
La Consejería de Fomento de la Junta de Andalucía anunció en enero de 2020 que, tras una dura negociación, había logrado que la Unión Europea no retirase los fondos que había comprometido para este proyecto y que este se reactivaría ese mismo año.
En noviembre de 2020, el presupuesto andaluz para 2021 incluyó 14,5 millones para el tranvía.
En junio de 2021 la Consejería de Fomento anunció que las obras se reanudarían a principios de 2022 con fondos europeos y que estarían terminadas en el primer trimestre de 2023.
En septiembre de 2021 la Consejería de Fomento adjudicó por medio millón la redacción de un proyecto para talleres y cocheras con la empresa WSP Spain-Apia. Ese mismo mes, la Comisión Europea emitió un comunicado diciendo que se destinarían 77 millones del Fondo Europeo de Desarrollo Regional (Feder) al proyecto. La comisaria europea de Cohesión y Reformas, Elisa Ferreira, dijo:

Estos proyectos aportan beneficios directos tanto a los ciudadanos como al medio ambiente. Un sistema de transporte multimodal incitará a los ciudadanos a usar un medio de transporte sostenible, y contribuirá a un crecimiento futuro más sostenible.

En octubre de 2021 la consejera de Fomento, Marifrán Carazo, anunció que ese mes tendría lugar la licitación de la adquisición de seis trenes, por un valor de 27,7 millones.
En noviembre de 2021 el presupuesto de la Junta de Andalucía para 2022 incluyó 42,7 millones para el tranvía. Según un comunicado de la Comisión Europea de 2021, este tranvía reducirá 4 130,79 toneladas de emisiones de CO2 al año y supondrá un incremento anual de más de 2 millones de desplazamientos en transporte público.
En enero de 2022 la Junta de Andalucía licitó un contrato de 4,9 millones para reparar 8,3 kilómetros de línea saqueada y vandalizada. Las obras de este contrato se centran en las estaciones de Nuevo Zacatín y Montecarmelo, en reponer todo el cerramiento en las zonas en las que ha sido robado o en las que se encuentre en mal estado y en reponer el césped artificial dañado o sustraído en el tramo Adufe-Montecarmelo.
En julio de 2022 la Consejería de Fomento sacó a licitación un contrato de casi 9 millones para servicios de asistencia técnica para finalizar las obras.
En octubre de 2022 se sacó a concurso el contrato para los seis trenes por 32,5 millones. En octubre de 2023 los trenes ya se estaban fabricando en la fábrica de la empresa CAF en Zaragoza.
En diciembre de 2023 la Junta licitó la dirección de obra para la electrificación, sistemas ferroviarios y paradas. Dichas obras recibieron una inversión de más de 152 millones de euros, cofinanciados entre la Junta de Andalucía y fondos europeos. Dieron comienzo en noviembre de 2024, con un tiempo de ejecución estimado de 16 meses. Entre las obras se incluían la electrificación de la línea y la construcción de talleres y cocheras.
En ese mismo mes, se presentaron oficialmente el diseño de los trenes, marcándose como objetivo lanzar el servicio en primavera de 2026.